# Alessandro Sibilio
Pour les articles homonymes, voir Sibilio.
Alessandro Sibilio (né le 27 avril 1999 à Naples) est un athlète italien, spécialiste du 400 m haies.

## Biographie
Il est de Pausilippe, un quartier de Naples.
Entraîné par Gianpaolo Ciappa, son club est l' Atletica Riccardi Milan 1946, mais il s'entraîne à Formia, avec le spécialiste du 800 m, Andrea Romani.
Spécialiste des haies, il est aussi un relayeur sur 4 x 400 m, très apprécié pour sa capacité à réduire les écarts, comme lors de son titre des Championnats d'Europe juniors 2017. Il devient aussi le premier Européen champion du monde junior du relais 4 x 400 m en 2018 à Tampere. Son record personnel sur 400 m haies est de 50 s 34, obtenu en Championnats d’Europe à Grosseto le 23 juillet 2017, médaille d’argent battu par le Français Wilfried Happio.
Le 15 juillet 2018, il bat le record d'Europe junior du relais 4 x 400 m en 3 min 4 s 05, record qui datait de 1981 (RDA), pour remporter le premier titre mondial d'une équipe européenne en 17 éditions des Championnats du monde.
En 2024 il obtient la médaille d'argent aux Championnats d'Europe à Rome, devancé par le Norvégien Karsten Warholm. En 47 s 50 il bat le record d'Italie, qui était détenu par Fabrizio Mori depuis 2001.

## Palmarès
| Date | Compétition                   | Lieu     | Résultat | Epreuve     | Temps         |
| ---- | ----------------------------- | -------- | -------- | ----------- | ------------- |
| 2016 | Championnats d'Europe cadets  | Tbilissi | 1er      | 400 m haies | 51 s 46       |
| 2016 | Championnats du monde juniors | Tampere  | finale   | 4 x 400 m   | DQ            |
| 2017 | Championnats d'Europe juniors | Grosseto | 2e       | 400 m haies | 50 s 34       |
| 2017 | Championnats d'Europe juniors | Grosseto | 1er      | 4 x 400 m   | 3 min 8 s 68  |
| 2018 | Championnats du monde juniors | Tampere  | 8e       | 400 m haies | 52 s 38       |
| 2018 | Championnats du monde juniors | Tampere  | 1er      | 4 x 400 m   | 3 min 4 s 05  |
| 2021 | Jeux olympiques               | Tokyo    | 8e       | 400 m haies | 48 s 77       |
| 2023 | Jeux européens                | Chorzów  | 1er      | 400 m haies | 48 s 14       |
| 2024 | Championnats d'Europe         | Rome     | 2e       | 400 m haies | 47 s 50       |
| 2024 | Jeux olympiques               | Paris    | 7e       | 4 × 400 m   | 2 min 59 s 72 |

## Records
| Épreuve     | Temps   | Lieu             | Date         |
| ----------- | ------- | ---------------- | ------------ |
| 400 m haies | 47 s 50 | Rome             | 11 juin 2024 |
| 400 m       | 45 s 08 | Nocera Inferiore | 18 juin 2022 |